# 克萊門西亞 (玻利瓦省)
克萊門西亞（Clemencia）是哥倫比亞的城鎮，位於該國北部，由玻利瓦省負責管轄，始建於1708年，面積235平方公里，海拔高度68米，2005年人口11,699，人口密度每平方公里49.78人。